# 東谷暁
東谷 暁（ひがしたに さとし、1953年 - ）は、日本のジャーナリスト 。

## 略歴
山形県出身。早稲田大学政治経済学部卒業後、雑誌『ザ・ビッグマン』編集長、『発言者』編集長、『表現者』編集委員などを歴任する。1997年よりフリーのジャーナリストとして活動する。

## 雑誌

### 連載
- 表現者 - 「通俗国民経済論」
- 正論 - 雑誌批評「寸鉄一閃」

### 寄稿
- 言志
- 正論
- 諸君!
- わしズム

## 出演

### TV
- 続・言いたい放だい（TOKYO MX）

| タイトル                           | 放送日         |
| ---------------------------------- | -------------- |
| 構造改革という言葉を放送禁止にせよ | 2008年10月25日 |
| マルクス・ゾンビが復活した?!       | 2008年11月28日 |
| 言いたい放だい2008大晦日スペシャル | 2008年12月31日 |
- FNNスーパーニュースアンカー（関西テレビ、2011年2月16日・10月19日）
- 日本よ、今...「闘論!倒論!討論!」（日本文化チャンネル桜）

### ラジオ
- おはよう寺ちゃん 活動中（文化放送）

## 著書

### 単著
- 『グローバル・スタンダードの罠』（日刊工業新聞社、1998）
- 『日本経済「常識のウソ」誰が日本を沈没させたのか』（文藝春秋、1998）
- 『BIS規制の嘘（うそ）日本と世界の金融危機を招いた元凶』（日刊工業新聞社、1999／増補版・PHP研究所、2009）
- 『経済再生は日本流でいこう』（洋泉社、2000）
- 『金融庁が中小企業をつぶす』（草思社、2000／改題『金融庁が日本を滅ぼす』 新潮文庫、2006）
- 『困ったときの情報整理』（文藝春秋、2001）
- 『「IT革命」煽動者に糾す』（小学館、2001）
- 『誰が日本経済を救えるのか!』（日本実業出版社、2002）
- 『アメリカ経営の罠 株価至上主義の崩壊』（日刊工業新聞社、2002）
- 『やはり金融庁が中小企業をつぶした』（草思社、2003）
- 『エコノミストは信用できるか』（文藝春秋、2003）
- 『日本経済新聞は信用できるか』（PHP研究所、2004／増補版・筑摩書房〈ちくま文庫〉、2010）
- 『民営化という虚妄』（祥伝社、2005／増補版・筑摩書房〈ちくま文庫〉、2008）
- 『金より大事なものがある』（文藝春秋、2006）
- 『世界金融経済の「支配者」』（祥伝社、2007）
- 『ビジネス法則の落とし穴』（学習研究社、2007）
- 『世界と日本経済30のデタラメ』（幻冬舎、2008）
- 『世界金融崩壊 七つの罪』（PHP研究所、2009）
- 『日本経済の突破口 グローバリズムの呪縛から脱却せよ』（PHP研究所、2009）
- 『エコノミストを格付けする』（文藝春秋、2009）ISBN 4166607146
- 『「坂の上の雲」100人の名言』（文藝春秋、2011）ISBN 978-4-16-660823-2
- 『郵政崩壊とTPP』（文藝春秋、2012）ISBN 978-4-16-660856-0
- 『「東電叩き」シンドローム 脱原発論の病理』（日刊工業新聞社　B-Tブックス　2013）ISBN 9784526070068
- 『経済学者の栄光と敗北 ケインズからクルーグマンまで14人の物語』（朝日新書、2013）ISBN 9784022734990
- 『「反原発」狂想曲 事故報道の虚と実』（エネルギーフォーラム新書、2013）ISBN 9784885554230
- 『不毛な憲法論議』（朝日新書、2014）ISBN 9784022735577
- 『戦略的思考の虚妄　なぜ従属国家から抜け出せないのか』（筑摩選書、2016）
- 『予言者 梅棹忠夫』（文春新書、2016）
- 『山本七平の思想　日本教と天皇制の70年』（講談社現代新書、2017）
- 『世界史を変えた詐欺師たち』（文春新書、2018）

### 共著
- 柳沢賢一郎 - 『IT革命?そんなものはない』（洋泉社、2000）
- 三橋貴明（中野剛志責任編集） - 『「TPP開国論」のウソ 平成の黒船は泥舟だった』（飛鳥新社、2011）